# Arthur Godbout
Pour les articles homonymes, voir Godbout.
Arthur Godbout (Saint-Vital-de-Lambton, Canada, 13 décembre 1873 - Saint-Georges-de-Beauce, Canada, 12 mars 1932) est un homme politique québécois. Il a été ministre dans le cabinet d'Adélard Godbout et député de la circonscription de Beauce pour le Parti libéral de 1939 à 1944.
Il était le frère de Joseph Godbout, député fédéral et sénateur.